# 476 Гедвіг
476 Гедвіг (476 Hedwig) — астероїд головного поясу, відкритий 17 серпня 1901 року Луіджі Карнерою у Гейдельберзі.